# Linden (Tennessee)
Linden település az Amerikai Egyesült Államok Tennessee államában, Perry megyében, melynek megyeszékhelye is. Lakosainak száma 997 fő (2020. április 1.).

## Népesség
A település népességének változása:

| 2010 | 908 |
| 2020 | 997 |